# Elaeagnus xingwenensis
Elaeagnus xingwenensis är en havtornsväxtart som beskrevs av C.Y. Chang. Elaeagnus xingwenensis ingår i släktet silverbuskar, och familjen havtornsväxter. Inga underarter finns listade i Catalogue of Life.